# Fritz Leiber
Fritz Reuter Leiber Jr. (24. prosince 1910, Chicago – 5. září 1992, San Francisco) byl americký spisovatel děl z žánru fantasy, hororu a sci-fi. Patří mezi autory tzv. Zlatého věku science fiction a je považován za jednoho ze zakladatelů žánru meč a magie.

## Život
Narodil se do herecké rodiny, matka byla divadelní herečka a otec filmový a divadelní herec, potomek německých přistěhovalců. Vystudoval psychologii a fyziologii na Chicagské univerzitě, kterou absolvoval roku 1932. Dále získal vzdělání v oblasti teologie. K psaní ho přivedl kamarád na univerzitě. Roku 1939 vydal v magazínu Unknown svou první povídku Two Sought Adventure (Dva hledali dobrodružství), která je zároveň první povídkou z fantasy série Fafhrd and the Gray Mouser (Fafhrd a Šedý Myšilov). Před válkou přispíval do magazínu Weird Tales, v padesátých letech patřil ke kmenovým autorům časopisu Galaxy Science Fiction.
Než se stal roku 1956 spisovatelem na plný úvazek vystřídal několik povolání. Byl divadelním i filmovým hercem, redaktorem, instruktorem letecké společnosti i vyučujícím na dramatické škole. K jeho zálibám patřily dějiny, poezie, kočky, sportovní šerm, šachy a backgammon. Oženil se celkem dvakrát. Poprvé si roku 1936 vzal Jonquil Stephensovou, se kterou měl syna Justina. Po smrti první ženy roku 1969 žil dlouho sám, až se těsně před smrtí oženil dne 15. května roku 1992 podruhé s Margo Skinnerovou.
Patrně nejznámější je díky již zmíněné sérii o Fafhrdovi a Šedém Myšilovovi, která spadá do žánru meče a magie, mezi jehož zakladatele je řazen. Za své dílo obdržel šest cen Hugo, tři ceny Nebula a další ceny v oblasti fantasy. Roku 1981 se stal velmistrem sci-fi a roku 2001 byl uveden do Síně slávy science-fiction. Kromě toho psal i básně a je autorem celé řady esejů.

## Bibliografie

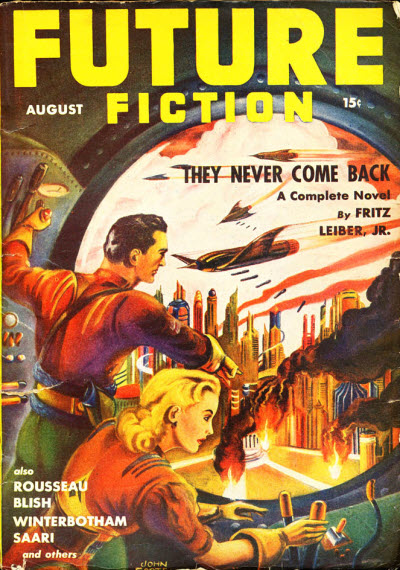
Obálka magazínu Future Fiction z roku 1941 s autorovou novelou They Never Come Back.

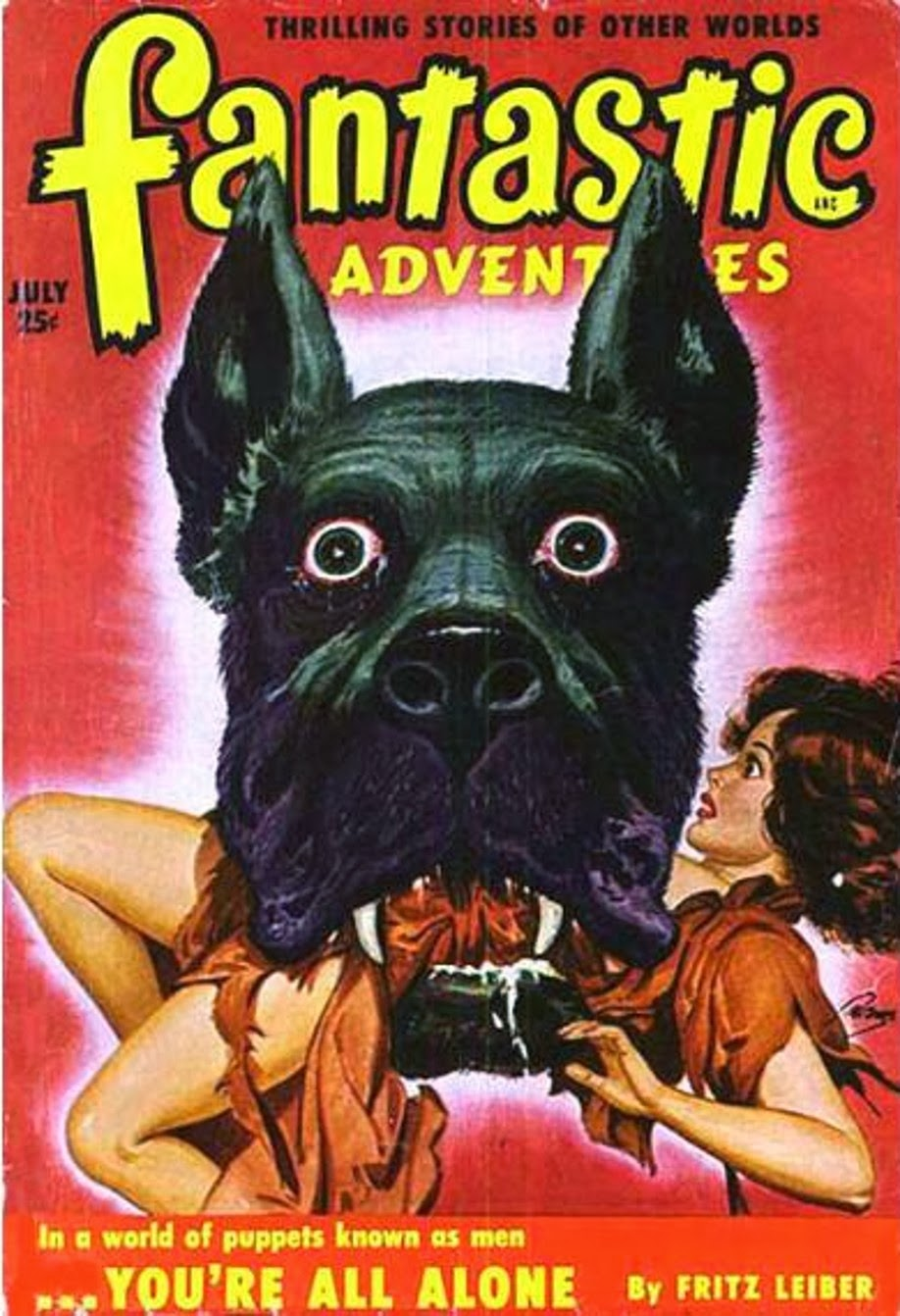
Obálka magazínu Fantastic Adventures z roku 1950 s autorovým románem You're All Alone.

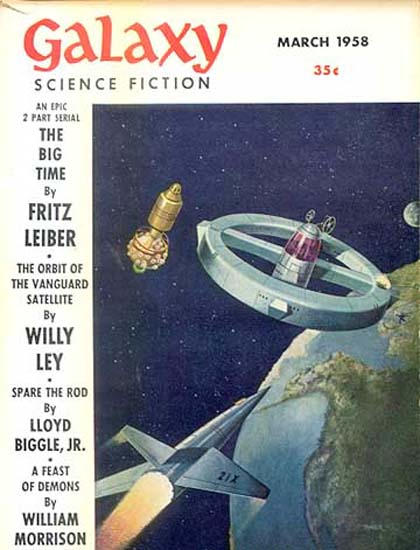
Obálka magazínu Galaxy Science Ficiton z roku 1958 s autorovým románem The Big Time.

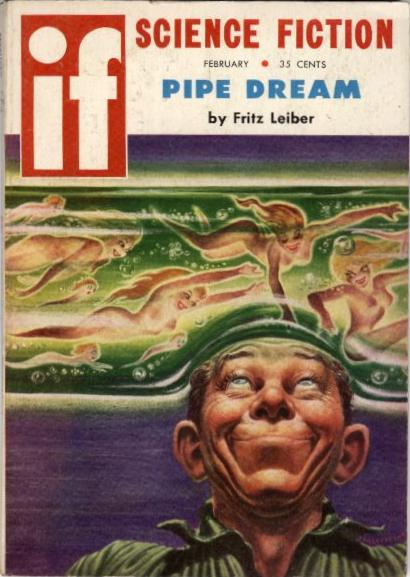
Obálka magazínu Science Ficiton z roku 1959 s autorovou povídkou Pipe Dream.

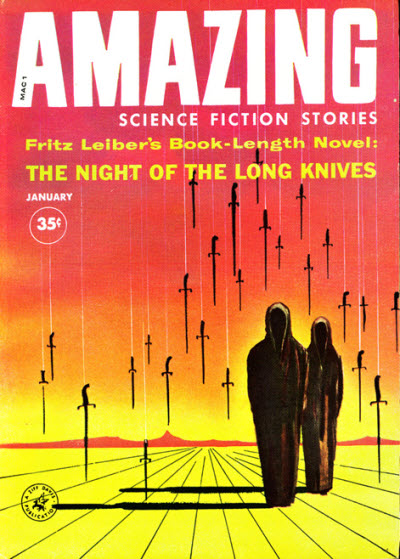
Obálka magazínu Amazing Science Fiction Stories z roku 1960 s autorovou povídkou The Night of the Long Knives.

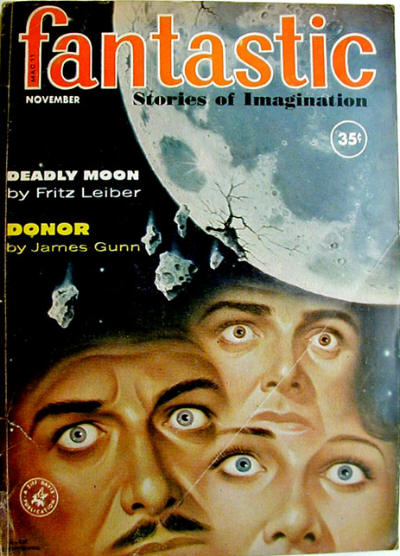
Obálka magazínu Fantastic Stories of Imagination z roku 1960 s autorovou povídkou Deadly Moon.

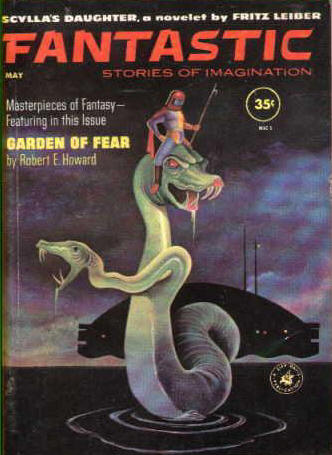
Obálka magazínu Fantastic Stories of Imagination z roku 1961 s autorovou povídkou Scylla's Daughter.

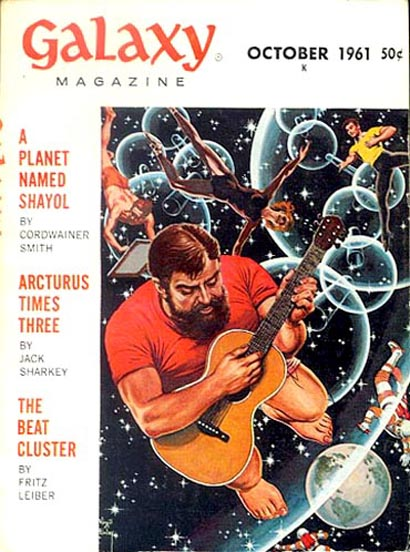
Obálka magazínu Galaxy z roku 1961 s autorovou povídkou The Beat Cluster.

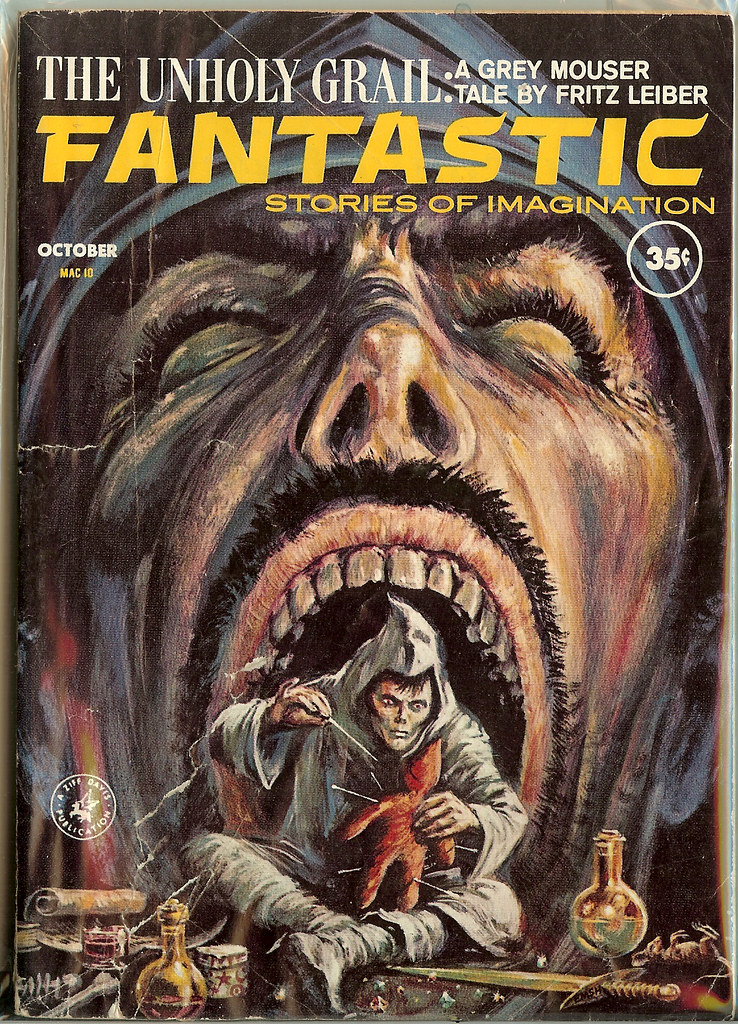
Obálka magazínu Fantastic Stories of Imagination z roku 1962 s autorovou povídkou The Unholy Grail.

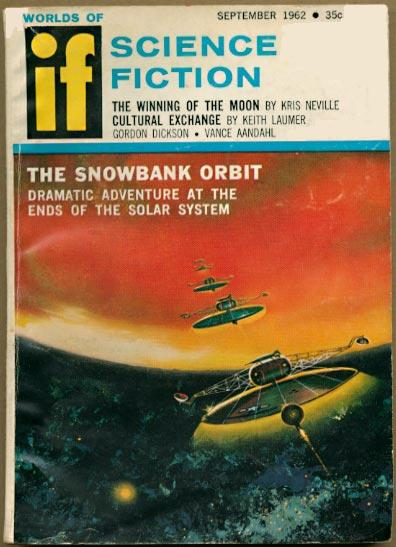
Obálka magazínu If z roku 1962 s autorovou povídkou The Snowbank Orbit.

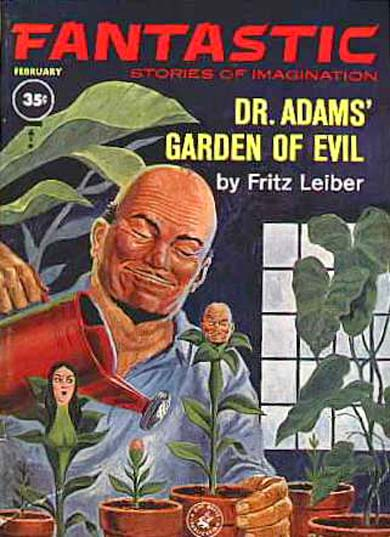
Obálka magazínu Fantastic Stories of Imagination z roku 1963 s autorovou povídkou Dr. Adams' Garden of Evil.

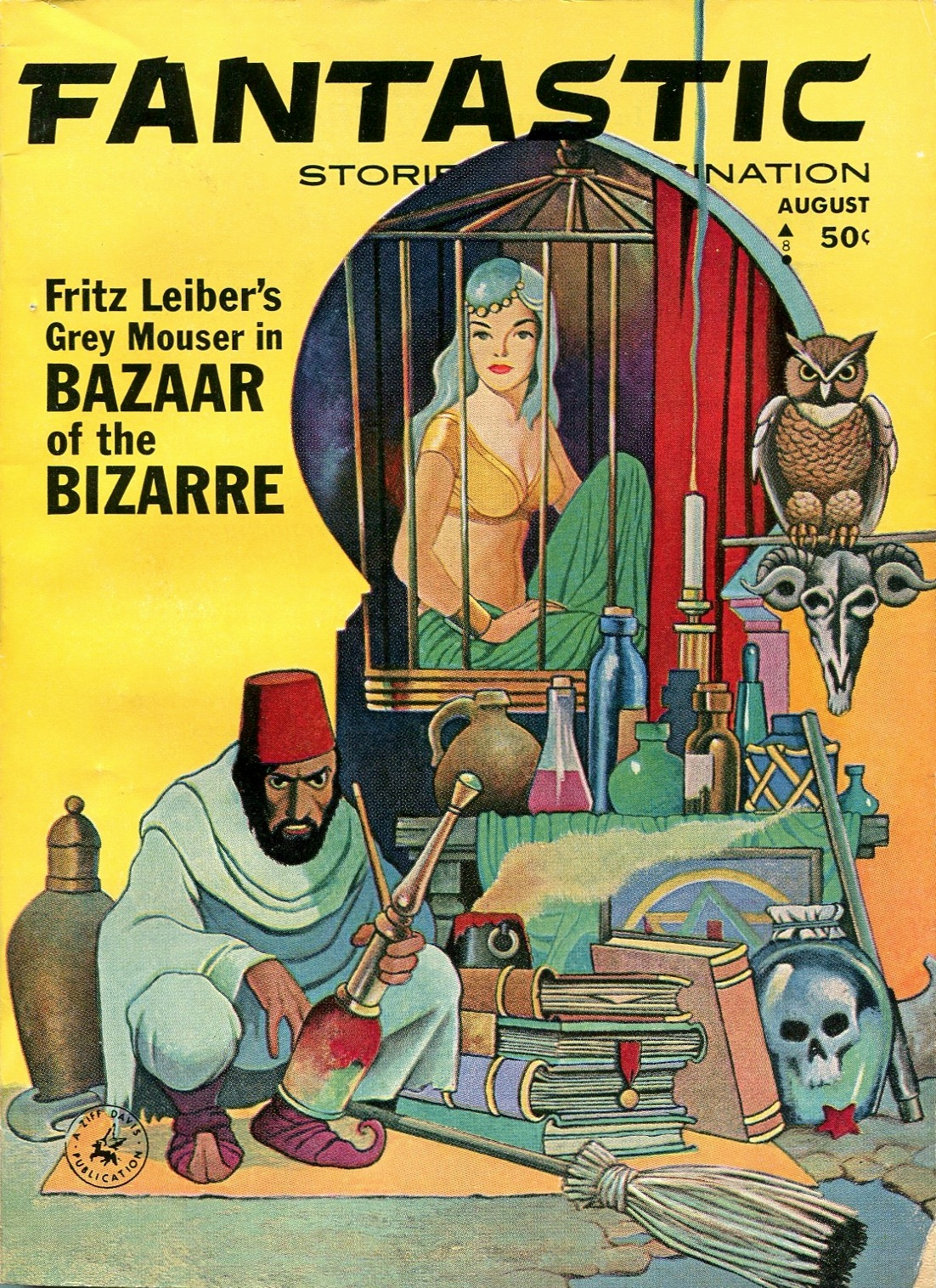
Obálka magazínu Fantastic Stories of Imagination z roku 1963 s autorovou povídkou Bazaar of the Bizarre.

### Fantasy série Fafhrd and the Gray Mouser
Fantasy série žánru meče a magie Fafhrd and the Gray Mouser (Fafhrd a Šedý Myšilov) vypráví příhody seveřana Fafhrda, mohutného a poctivého skalda, a Šedého Myšilova, zloděje a bývalého čarodějova učně. Narazí na sebe v Lankhmaru, největším a nejzkaženějším městě fiktivního světa Ydkin (Nikdy), anglicky Nehwon (No When). Oba hrdinové se pak potýkají s mnoha nebezpečnými situacemi uvnitř města i vně jeho hradeb, na pevnině i na moři. Pomocí magie se dokáží propojit i s naším světem. První povídka byla vydána roku 1939, poslední roku 1988. První knižní vydání sedmi povídek vyšlo roku 1957 pod názvemv ''Two Sought Adventure. Souborné vydání všech příběhů pochází z let 1969 až 1988 a obsahuje těchto sedm svazků:
1. Swords and Deviltry (1970, Meče a čertoviny), sbírka tří povídek: The Snow Women (1970, Sněžné ženy), The Unholy Grail (1962, Pohár hořkosti) a Ill Met in Lankhmar (1970, Vidět Lankhmar a zemřít).
2. Swords Against Death (1970, Meče proti smrti), sbírka deseti povídek: The Circle Curse(1970, Okružní kletba), The Jewels in the Forest (1939, Poklady uprostřed lesa, původně jako Two Sought Adventure), Thieves' House (1943, Dům zlodějů), The Bleak Shore (1940, Ponuré pobřeží), The Howling Tower (1941, Věž), The Sunken Land (1942, Potopená země), The Seven Black Priests (1953, Sedmero černých kněží), Claws from the Night (1951, Pařáty z noci), The Price of Pain-Ease (1970, Cena za úlevu) a Bazaar of the Bizarre (1963, Bazar bizarností).
3. Swords in the Mist (1968, Meče v mlze), sbírka šesti povídek: The Cloud of Hate (1963, Mračno nenávisti), Lean Times in Lankhmar (1959, Hubené časy), Their Mistress, the Sea (1968, Moře, milko má), When the Sea-King's Away (1960, Král je z domu), The Wrong Branch (1968, Nesprávná odbočka) a Adept's Gambit (1947, Adeptův gambit).
4. Swords Against Wizardry (1968, Meče proti magii), sbírka čtyř povídek:  In the Witch's Tent (1968), Stardock (1965), The Two Best Thieves in Lankhmar (1968) a The Lords of Quarmall (1964), společně s Harry Fischerem.
5. The Swords of Lankhmar (1968, Meče Lankhmaru), román, rozšíření povídky Scylla's Daughter z roku 1961.
6. Swords and Ice Magic (1977, Meče a ledová magie), sbírka osmi povídek: The Sadness of the Executioner (1973), Beauty and the Beasts (1974), Trapped in the Shadowland (1973), The Bait (1973, Návnada), Under the Thumbs of the Gods (1975), Trapped in the Sea of Stars (1975), The Frost Monstreme (1976) a Rime Isle (1977).
7. The Knight and Knave of Swords (1988, Rytíř a darebák z kraje mečů), roku 2000 přejmenováno na Farewell to Lankhmar, sbírka čtyř povídek: Sea Magic (1977), The Mer She (1978, Dívka z moře), The Curse of the Smalls and the Stars (1983) a The Mouser Goes Below (1988).

Dále vyšlo roku 2001 dvoudílné souborné vydání:
- The First Book of Lankhmar, obsahuje první čtyři výše uvedené svazky.
- The Second Book of Lankhmar, obsahuje pátý až sedmý svazek.

Volně navazující román Swords Against the Shadowland napsal roku 1998 Robin Wayne Bailey.

### Povídky a novely (výběr)
- They Never Come Back (1941, Nikdy se nevrátí).
- Sanity (1944, Zdravý rozum).
- The Man Who Never Grew Young (1947, Muž, který nikdy neomládl).
- The Girl With the Hungry Eyes (1949, Dívka s hladovýma očima).
- Coming Attraction (1950, Poslední výkřik módy).
- The Dead Man (1950, Mrtvý muž)
- A Pail of Air (1951, Kýbl vzduchu).
- A Bad Day for Sales (1953, Špatný den pro obchod).
- Pipe Dream (1959).
- Mariana (1960).
- Deadly Moon (1960).
- The Night of the Long Knives (1960)
- The Beat Cluster (1961).
- The Secret Songs (1962, Tajné písně).
- The Man Who Made Friends with Electricity (1962, Zaklínač elektřiny).
- A Bit of the Dark World (1962).
- The Snowbank Orbit (1962).
- The Unholy Grail (1962)
- 237 Talking Statues, Etc. (1963, 237 mluvících soch atd.)
- Game for Motel Room (1963, Hra pro pokoj v motelu) .
- X Marks the Pedwalk (1963, Smrt chodcům).
- Dr. Adams' Garden of Evil (1963).
- Four Ghosts in Hamlet (1965, Čtyři duchové v Hamletovi).
- Moon Duel (1965, Měsíční souboj).
- Gonna Roll the Bones (1967, Hodit kost(ka)mi).
- Answering Service (1967, Služba zákazníkům).
- Ship of Shadows (1969, Loď stínů).
- Catch That Zeppelin! (1975, Musíš stihnout ten Zepelín!).
- The Glove (1975, Rukavice).
- The Death of Princes (1976, Smrt princů).
- The Dealings of Daniel Kesserich (1997, Jednání Daniela Kessericha).

### Sbírky povídek (výběr)
- Night 's Black Agents (1947).
- The Mind Spider and Other Stories (1961).
- Shadows With Eyes (1962).
- A Pail of Air (1964).
- Ships to the Stars (1964).
- The Night of the Wolf (1966).
- The Secret Songs (1968).
- Night Monsters (1969).
- The Demons of the Upper Air (1969),
- You're All Alone (1972)
- The Best of Fritz Leiber (1974).
- The Book of Fritz Leiber (1974).
- The Second Book of Fritz Leiber (1975).
- Heroes and Horrors (1978).
- Ship of Shadows (1979).
- Changewar (1983).
- In the Beginning (1983)
- The Ghost Light (1984)
- The Leiber Chronicles (1990)
- Gummitch and Friends (1992).
- The Black Gondolier & Other Stories (2001).
- Smoke Ghost and Other Apparitions(2002).
- Day Dark, Night Bright (2002).
- Horrible Imaginings (2004).
- Deadly Moon and Other Tales (2012)
- Masters of Science Fiction: Fritz Leiber (2016)
- Masters of the Weird Tale: Fritz Leiber (2016)

### Romány
- Gather, Darkness! (Houstněte temnoty!), 1943 časopisecky, 1950 knižně. V románu autor ukazuje, jak lze pomocí vědy předstírat boží zázraky.
- Conjure Wife (Čarodějka), 1943 časopisecky, 1953 knižně. Jde o hororový příběh mladého vysokoškolského profesora, jehož rodina i kariéra je ohrožena čarodějnými útoky manželek ostatních členů profesorko sboru.
- Destiny Times Three, 1945 časopisecky 1945, 1957 knižně, román s tématem paralelních světů.
- You're All Alone, 1950 časopisecky, 1972 knižně.
- The Sinful Ones (1953)
- The Green Millennium(1953, Zelené tisíciletí), román se odehrává v dekadentní Americe blízké budoucnosti a líčí pátrání po zelené kočce mimozemského původu.
- The Big Time (Zlaté časy), časopisecky 1958, knižně 1961, získal cenu Hugo. Román se odehrává na jakémsi odpočívadle, kde se setkávají bojovníci z různých dob.
- The Silver Eggheads (1962).
- The Wanderer (1964, Poutník), román líčí paniku, kterou na Zemi vyvolá přiblížení obrovského uměle vytvořeného tělesa obývaného směsí mimozemšťanů prchajících z dekadentní a přelidněné intergalaktické civilizace.
- Tarzan and the Valley of Gold (1966, Tarzan a údolí zlata), novelizace filmového scénáře Claira Huffakera, první Tarzanovo dobrodružství napsané jiným autorem než Edgarem R. Burroughsem.
- A Specter is Haunting Texas, 1968 časopisecky, 1969 knižně, satirický román ze světa, kde se obyvatelé Texasu stali díky hormonální léčbě skutečnými obry.
- Our Lady of Darkness (1977, Naše paní z temnot), duchařský příběh.
- Dark Ladies (1999), společné vydání románů Conjure Wife a Our Lady of Darkness.

## Filmové adaptace
- Weird Woman (1944), americký film podle románu Conjure Wife, režie Reginald Le Borg.
- Conjure Wife (1960), epizoda z amerického televizního seriálu Moment of Fea.
- Burn, Witch, Burn (1962), britský film podle románu Conjure Wife, režie Sidney Hayers.
- Petite planète de vacances (1964), francouzský televizní film podle povídky Game for Motel Room, režie Marie-Josèphe Dubergey.
- The Dead Man (1970), epizoda z amerického televizního seriálu Night Gallery.
- The Girl with the Hungry Eyes (1972), epizoda z amerického televizního seriálu Night Gallery.
- Witches' Brew (1980), americký film podle románu Conjure Wife, režie Richard Shorr a Herbert L. Strock.
- The Girl with the Hungry Eyes (1995), americký film podle stejnojmenné povídky, režie Jon Jacobs.
- Mariana (2011), australský krátký film podle stejnojmenné povídky, režie Al Lad.[3]

## Ocenění
Za své dílo získal Fritz Leiber celou řadu cen:
- Cena Hugo:[4]
  - 1958: román The Big Time (Zlaté časy).
  - 1965: román The Wanderer (Poutník).
  - 1968: novela Gonna Roll the Bones (Hodit kost(ka)mi).
  - 1970: novela Ship of Shadows (Loď stínů).
  - 1971: novela Ill Met in Lankhmar (Vidět Lankhmar a zemřít).
  - 1976: povídka Catch That Zeppelin! (Musíš stihnout ten Zepelín!).
- Forry Award (1967) – cena za celoživotní dílo.[5]
- Cena Nebula:[6]
  - 1968: novela Gonna Roll the Bones (Hodit kost(ka)mi).
  - 1971: novela Ill Met in Lankhmar (Vidět Lankhmar a zemřít).
  - 1976: povídka Catch That Zeppelin! (Musíš stihnout ten Zepelín!).
- Cena Locus:[7]
  - 1975: sbírka The Best of Fritz Leiber.
  - 1984: sbírka  The Ghost Light.
  - 2011: sbírka Fritz Leiber: Selected Stories.
- World Fantasy Award:[8]
  - 1976: cena za celoživotní dílo
  - 1978: román Our Lady of Darkness.
- Bram Stoker Award (1988) – cena za celoživotní dílo.[9]
- Damon Knight Memorial Grand Master Award (1991) – velmistr science fiction.[10]
- Geffen (1999) – izraelská cena za nejlepší zahraničí fantasy za knihu Swords and Deviltry.[11]
- Síň slávy science-fiction (2001).[12]

## Česká vydání

### Samostatné povídky
- Zaklínač elektřiny, magazín Čtení 1974, číslo 9.
- Služba zákazníkům, fanbook Vega č. 3 (SFK Dudlay Předenice 1982) a fanzin Třesk č. 3 (SFK Třesk Třebíč 1986).
- Čtyři duchové v Hamletovi, revue Světová literatura 1982/6.
- Mariana, fanzin Focus 1989/1 (KHS Ostrava) a antologie To nejlepší ze SF roku 1960, Návrat, Brno 1994.
- Musíš stihnout ten Zepelín!, časopis Fantasy & Science Fiction 1993/02, přeložil Petr Kotrle.
- Špatný den pro obchod, antologie Jiné světy (Winston Smith, Praha 1993, přeložil Petr Janouch) a antologie antologie Velmistři SF (Baronet, Praha 2001, Ondřej Marek).
- Návnada, antologie Rychlý jako gepard a řvoucí jako lev (Classic, Praha 1994, přeložil Martin Janda) a antologie Divodějní (Talpress, Praha 1997, přeložil Pavel Medek).
- Smrt chodcům, antologie Rychlý jako gepard a řvoucí jako lev, Classic, Praha 1994, přeložil Martin Janda.
- Poslední výkřik módy, antologie Od Heinleina po Aldisse (AFSF, Praha 1994) a antologie Síň slávy: Nejlepší SF povídky všech dob 1947-1964, Baronet, Praha 2003), přeložil Mirek Valina.
- Muž, který nikdy neomládl, antologie Na vrcholu Zlatého věku, Mustang, Plzeň 1996, přeložil Pavel Medek.
- Hodit kost(ka)mi, antologie Hugo Story III: 1968-1969 (Winston Smith, Praha 1996) a antologie Nebezpečné vize (Laser, Plzeň 2004), přeložil Zbyněk Havlíček.
- Loď stínů, antologie Hugo Story IV: 1979-1962, Winston Smith, Praha 1997.
- 237 mluvících soch atd., časopis Fantasy & Science Fiction 1997/01, přeložil Josef Hořejší.
- Dívka z moře, antologie Velmistři SF, Baronet, Praha 2001, přeložil Ondřej Marek.
- Zdravý rozum, antologie Velmistři SF, Baronet, Praha 2001, přeložil Ondřej Marek.
- Měsíční souboj, antologie Staré dobré kusy, Laser, Plzeň 2002, přeložil Jiří Matyskiewicz.
- Rukavice, antologie Krypty a draci, Talpress, Praha 2004,
- Kýbl vzduchu, antologie Armagedony, Triton, Praha 2005.
- Dívka s hladovýma očima, antologie Upíři, démoni & spol., Albatros, Praha 2010

### Knihy
- Meče a čertoviny, Triton, Praha 2006, přeložil Robert Tschorn.
- Meče proti smrti, Triton, Praha 2006, přeložil Robert Tschorn.
- Meče v mlze,Triton, Praha 2006, přeložil Robert Tschorn.